# エジプト逃避途上の休息 (ジェンティレスキ)
『エジプト逃避途上の休息』（エジプトとうひとじょうのきゅうそく、独: Ruhe auf der Flucht nach Ägypten、仏: Le repos pendant la fuite en Égypte、英: Rest on the Flight into Egypt）は、17世紀イタリア・バロック期の画家オラツィオ・ジェンティレスキがキャンバス上に油彩で制作した絵画である。何点かのヴァージョンがあり、そのうちウィーンの美術史美術館にある作品は1622-1628年ごろに描かれたと思われる。また、パリのルーヴル美術館に所蔵されている作品は、画家が1628年にチャールズ1世に仕えるためにイングランドにやってきて、すぐ制作されたとされるが、1637年に自ら保管していた作品を模写したものとも考えられる。

## 来歴
美術史美術館所蔵のヴァージョンは、1648年までバッキンガム公爵のコレクションにあったことが知られている。1681年にはプラハのハプスブルク家帝室コレクションに記録され、1781年にウィーンの帝室画廊に移された。
一方、ルーヴル美術館に所蔵されているヴァージョンはおそらくチャールズ1世に委嘱され、彼のコレクションに入った作品である。後にパリにいたドイツ人の銀行家エバーハルト・ジャバッハの所有となったが、1691年にフランス王ルイ14世が購入した。

## 作品
「マタイによる福音書」(2章13-14) によれば、誕生したばかりのイエス・キリストの養父聖ヨセフは、天使からお告げを受けた。それは、ヘロデ大王が「ユダヤ人の王」となる新生児の脅威から自身を守るためにすべての初子 (ういご) を殺そうとしているというものであった。ヨセフは、家族とともにローマ帝国領となっていたエジプトへ逃げよという天使の指示に従った。
この主題は、一般的には牧歌的な風景の中に聖母子を中心とした聖家族を配することの多い、よく知られたものである。しかし、ジェンティレスキはかなり個性的な表現で描いている。彼は、自身が影響を受けたバロック期の巨匠カラヴァッジョのように聖書の物語を生々しく表し、先人たちの描いた背景をきわめて異質なものに取り換えた。
美術史美術館のヴァージョンでは、聖家族は脆くなったレンガの壁の前にいる。一方、ルーヴル美術館のヴァージョンでは、背景は不毛な荒野の風景である。どちらの作品でも、背景の暗色は明るい色の服を纏った人物を引き立てている。聖母マリアと同じくらいの大きさで表されているヨセフは、疲れ切って荷物の上で寝ている。マリアは青灰色の毛布の上に座り、幼子イエスに授乳している。色調は主に寒色に抑えられているが、カラヴァッジョの自然主義が画家の故郷であるトスカーナ地方の美的感覚と融合している。